# زندگی دریایی

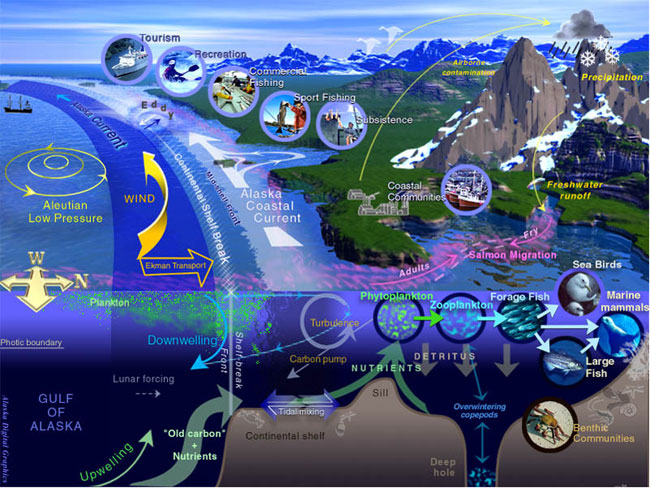
ویژگی‌های عمومی یک بوم‌سازگان بزرگ (خلیج آلاسکا)

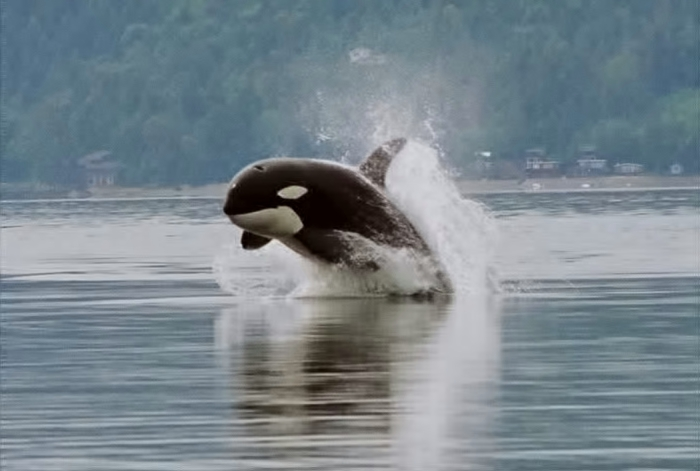
نهنگ‌های قاتل (که به آن اورکا هم می گویند) از شکارچیان رأس هرم غذایی است که بسیاری از گونه‌های بزرگ را شکار می‌کند. اما بسیاری از فعالیت‌های زیستی در اقیانوس‌ها در میان ریزاندامگان دریایی چون باکتری‌های دریایی و فیتوپلانکون‌ها رخ می‌دهد که با چشم مسلح قابل رؤیت نیستند.

زندگی دریایی یا حیات دریایی، به مجموعه گیاهان، جانوران و دیگر موجودات زنده‌ای گفته می‌شود که در آب شور دریاها، اقیانوس‌ها یا آب لب‌شور پای‌رود ساحلی زندگی می‌کنند.
زندگی دریایی، تأثیری اساسی بر طبیعت کره زمین دارد. موجودات دریایی اکسیژن تولید کرده و کربن جذب می‌کنند. خط ساحلی دریاها تا حدودی توسط حیات دریایی شکل گرفته و از سوی آنها محافظت می‌شود و برخی جانداران دریایی حتی به ایجاد خشکی‌های جدید کمک می‌کنند.
بیشتر گونه‌های زیستی در ابتدا در زیستگاه‌های دریایی تکامل پیدا کردند. از نظر حجم، اقیانوس‌ها حدود ۹۰ درصد از فضای قابل زیست بر روی کره زمین را تأمین می‌کنند. اولین مهره‌داران به شکل ماهی ظاهر شدند، که منحصراً در آب زندگی می‌کنند. برخی از اینها به دوزیستان تبدیل شده‌اند که بخشی از زندگی خود را در آب و بخشی را در خشکی می‌گذرانند.
ماهی‌های دیگر به پستانداران خشکی تبدیل شدند و بعداً برخی از آن‌ها به شکل فوک، دلفین یا نهنگ به اقیانوس بازگشتند.
گونه‌ای گیاهی مانند کتانجک و جلبک در آب رشد می‌کنند و اساس برخی از بوم‌سازگان (اکوسیستم‌های) زیر آب هستند.
پلانکتون‌ها پایه و اساس کلی زنجیره غذایی اقیانوس‌ها هستند، به ویژه فیتوپلانکتون‌ها که از خودپروردگان هستند.
در بدن بی‌مهرگان دریایی، برای زنده ماندن در آب‌های کم‌اکسیژن، طیف گسترده‌ای از تغییرات بروز کرده‌، برای نمونه تشکیل مجرای تنفسی در نرم‌تنان یا آبشش در ماهیان، اگرچه برخی از ماهیان مانند شش‌ماهی، هر دو را دارند. پستانداران دریایی، مانند دلفین‌ها، نهنگ‌ها، سمورهای آبی و فوک‌ها برای تنفس هوا ناچارند به‌طور متناوب به سطح آب بیایند.
در مجموع ۲۳۰٬۰۰۰ گونه دریایی ثبت شده و حدود دو میلیون گونه دریایی دیگر هنوز باید بررسی و ثبت و توصیف علمی گردند. گونه‌های دریایی در اندازه‌های متنوعی یافت می‌شوند، از اندازه میکروسکوپی فیتوپلانکتون‌ها گرفته که ۰٫۰۲ میکرومتر اند، تا حیوانات بزرگ (نهنگ‌ها و دلفین‌ها)، از جمله نهنگ آبی - که طولش به ۳۳ متر می‌رسد. ریزاندامگان دریایی، از جمله پروتئین‌ها، باکتری‌ها و ویروس‌ها، حدود ۷۰٪ از کل زیست‌توده دریایی را تشکیل می‌دهند.

## ریزاندامگان
ریزاندامگان (میکروارگانیسم‌ها یا میکروب‌ها) در حدود ۷۰ درصد از زیست‌توده دریایی را تشکیل می‌دهند. میکروب یک جانداران میکروسکوپی است که به خاطر جثه ریزش قابل رویت با چشم غیر مسلح نیست. یک میکروب می‌تواند تک‌یاخته‌ای باشد یا چندیاخته‌ای.
ریزاندامگان انواع و اقسام دارند و شامل تمامی باکتری‌ها و باستانیان، بیشتر تک‌یاختگان نظیر جلبک و قارچ و برخی جانداران میکروسکوپی همچون چرخان‌تباران می‌شوند.
بسیاری از جانداران ماکروسکوپیک و گیاهان مراحل نوزادی میکروسکوپیک دارند.
زندگی میکروسکوپیک در زیر دریا تنوع زیادی دارد و هنوز به خوبی شناخته نشده‌است. از جمله نقش ویروس‌ها در بوم‌سازگان دریایی. بیشتر ویروس‌های دریایی باکتری‌خوار هستند و به گیاهان و جانوران جانوران ضرری نمی‌رسانند. این ویروس‌ها اما برای تنظیم بوم‌سازگان آب شور و آب شیرین ارزشی بنیادین دارند. آنها گروه‌های میکروبی دریایی را آلوده و نابود می‌کنند و برای سازوکار چرخه کربن در محیط دریایی بالاترین اهمیت را دارند. مولکول‌های آلی رهاشده از یاخته‌های باکتریایی مرده باعث رشد باکتری‌های جدید و جلبک‌ها می‌شوند. فعالیت ویروسی همچنین به رسوب کربن در اعماق اقیانوس‌ها کمک می‌کند.